# إد غيليسبي
إد غيليسبي (بالإنجليزية: Ed Gillespie) هو سياسي أمريكي، ولد في 15 أغسطس 1961 في الولايات المتحدة. حزبياً، نشط في الحزب الجمهوري. وقد انتخب مستشار رئيس الولايات المتحدة الأمريكية (5 يوليو 2007 – 20 يناير 2009).